# Momchil
Momchil (em búlgaro: Момчил; em grego: Μομ[ι]τζίλος ou Μομιτζίλας; c. 1305 – 7 de julho de 1345) foi um líder militar e um governante local búlgaro. Inicialmente um membro de um grupo de bandidos na fronteira entre a Bulgária, Império Bizantino e o Reino da Sérvia, Momchil foi recrutado pelos bizantinos como mercenário. Apesar de seu envolvimento oportunístico na guerra civil bizantina de 1341-1347, na qual ele alternou entre os dois lados em conflito, ele se tornou um governante de um grande território aos pés dos montes Ródope e na Trácia ocidental.
Momchil conseguiu diversas vitórias iniciais contra turcos e bizantinos, incendiando navios turcos e quase conseguindo matar um dos protagonista da luta na época, João VI Cantacuzeno. Apesar disso, ele foi derrotado e morto por um exército combinado turco-bizantino em 1345. Por conta de sua oposição aos turcos, ele é lembrado nas lendas populares dos eslavos como um guerreiro contra a invasão turca dos Balcãs.

## Banditismo e guerra civil

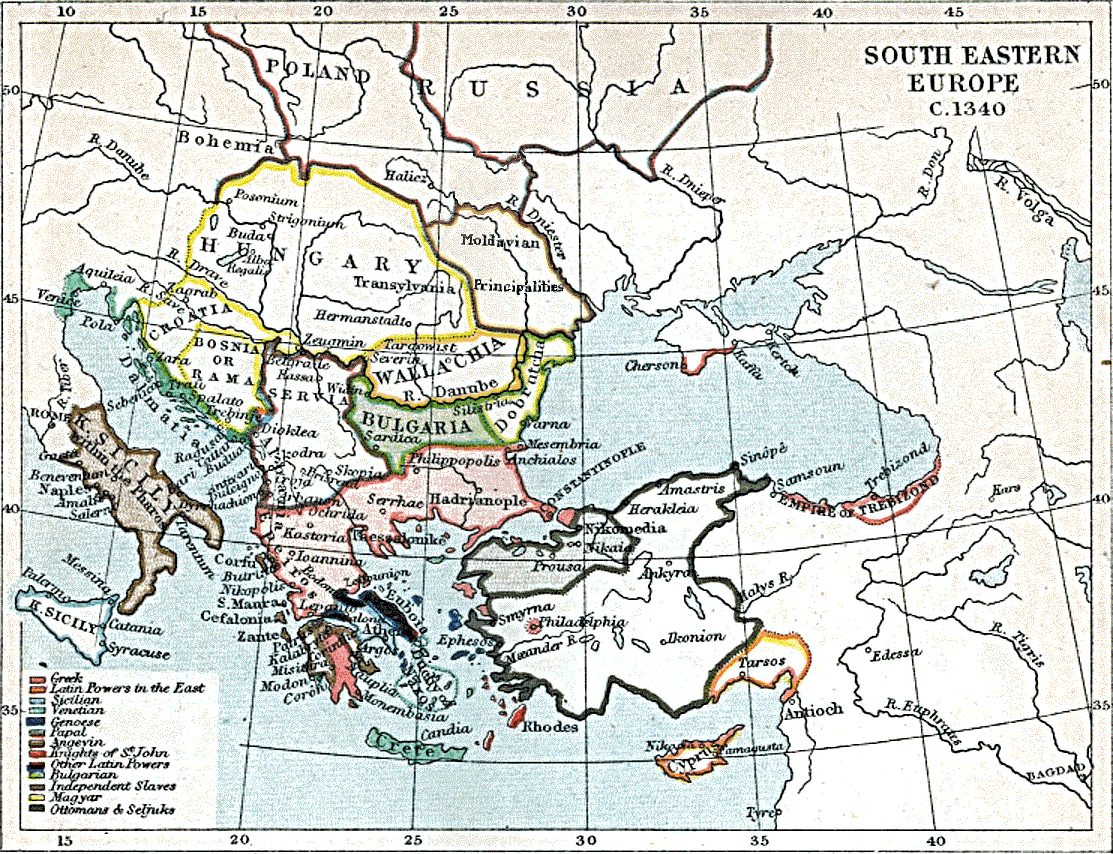
Os Balcãs e a Anatólia em 1340. Momchil atuava na região fronteiriça entre o Império Bizantino, a Bulgária e a Sérvia

Relatos contemporâneos ou próximos de sua época descrevem Momchil como sendo "de aparência imponente", "alto como dois homens" e, nas palavras de um poeta turco, "parecendo um minarete". De acordo com uma dessas fontes, Momchil teria nascido "na região fronteiriça entre os búlgaros e os sérvios", que na época era a região dos montes Ródope e Pirin. A alegação de que ele teria nascido nesta região parece ser corroborada pelos registros otomanos do século XV, segundo os quais seu nome era o mais popular nome masculino na região. Existem algumas lendas que ligam seu nascimento a uma região em particular, como a vila de Fakia, na região montanhosa de Istranca, por exemplo, embora não haja evidência adicional alguma. A infância humilde de Momchil foi o principal motivo para ele se ter juntado a um grupo de bandidos (haiduques) que atuavam na região pouco vigiada na fronteira das três grandes potências locais, o Império Bizantino, o Segundo Império Búlgaro e o Reino da Sérvia.
Perseguido pelas autoridades búlgaras até 1341, Momchil fugiu para Bizâncio, onde foi aceito como mercenário ao serviço do imperador Andrônico III Paleólogo (r. 1328–1341), recebendo a missão de proteger o mesmo território que ele antes saqueava. Porém, suas atividades como bandido não cessaram, sendo que realizava regularmente raides contra as terras búlgaras, o que resultou num declínio das relações entre eles e os bizantinos. Sentindo-se pouco à vontade entre os bizantinos e detestável para os búlgaros, desertou o exército bizantino e fugiu para a Sérvia para servir seu rei, Estêvão Uresis IV. Lá, formou uma companhia com 2 000 homens de confiança, búlgaros e sérvios.
Durante a guerra civil bizantina de 1341-1347, Momchil se juntou às forças de João VI Cantacuzeno (r. 1341–1354), que talvez já o conhecesse de quando ele próprio fugiu para a Sérvia em 1342, no início da guerra. Em 1343, como que lendo os desejos da população local, Cantacuzeno deu a Momchil o governo da região de Merope aos pés dos montes Ródope, virtualmente uma terra de ninguém à mercê de bandidos eslavos nômades. Nas palavras do próprio Cantacuzeno, ele fez isso porque "[Momchil] sendo da mesma raça que esses nômades facilitaria o trabalho dele, mas também porque não lhe faltava coragem e audácia na batalha e era um grande especialista em roubar e saquear". Como governador de Merope, Momchil juntou um exército com trezentos cavaleiros e 5 000 soldados de diferentes nacionalidades. Embora ele se considerasse capaz de "se colocar contra qualquer lado na guerra bizantina", juntamente com as forças de turcas de Umur Begue, ele ainda assim apoiou Cantacuzeno em suas campanhas em 1344.
Momchil recebeu então os agentes dos adversários de Cantacuzeno, a regência de Constantinopla, que o convenceram a mudar de lado. Acreditando que Cantacuzeno e seus aliados turcos do Emirado de Aidim estariam muito longe na Trácia Oriental, ele atacou um frota turca de quinze navios perto de Portolagos e afundou três deles. Derrotou então a força turca que chegou para retribuir o ataque perto da fortaleza de Periteório (também chamada de Burugrado), saqueando as cidades da região que recusaram se render. Depois, Momchil, juntamente com mil cavaleiros, atacou Cantacuzeno, que havia acampado perto de Comotini com apenas sessenta cavaleiros para protegê-lo. Os bizantinos foram completamente derrotados: o cavalo de Cantacuzeno foi morto, ele tomou um forte golpe na cabeça e foi salvo da morte por seu elmo. Momchil capturou muitos dos homens de Cantacuzeno, mas não o líder, que conseguiu escapar.
Logo depois, porém, Momchil enviou mensagens pedindo a Cantacuzeno que o perdoasse. Este, ansioso para alienar Momchil e abrir outra frente em sua retaguarda, o perdoou em troca de promessas de bom comportamento, dando-lhe inclusive o título de sebastocrator. Apesar disso, Momchil continuou a ter relações com a regência e conseguiu da imperatriz Ana de Saboia o título de déspota.

## Governo e morte

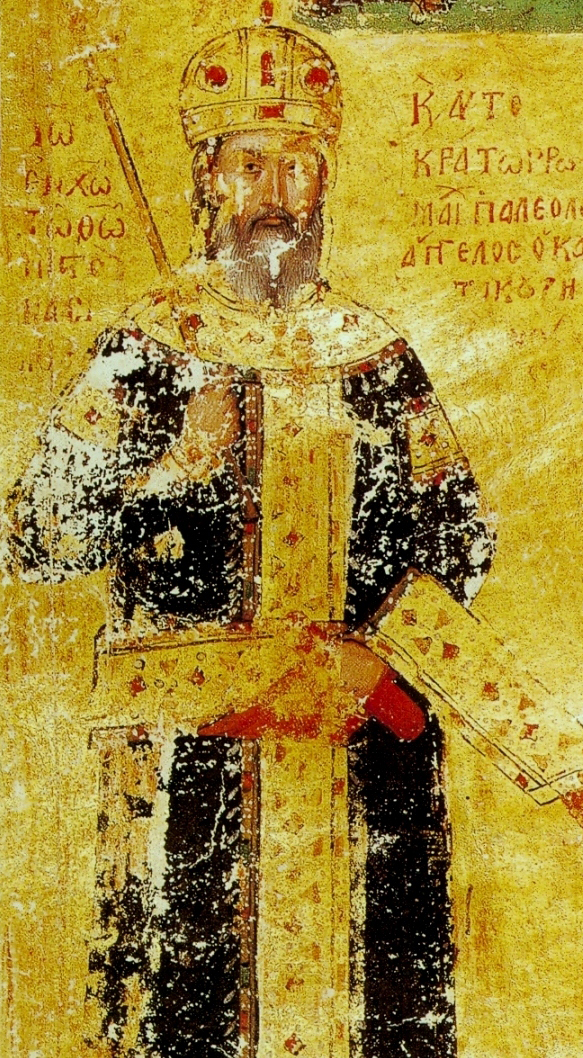
O imperador bizantino numa iluminura bizantina

No verão de 1344, Momchil finalmente rompeu com ambos os lados e se separou do Império Bizantino. Ele se proclamou o governante independente na região do Ródope e da costa do Egeu, capturando cidades e vilas, se mostrando todo-poderoso e invencível. Com seu exército, capturou Xanti, que se tornou a capital de seu domínio. O historiador búlgaro Plamen Plavov acredita que Momchil tinha boas relações com o imperador búlgaro João Alexandre (r. 1333–1371), com quem ele dividia uma longa fronteira, e acha que ambos agiram de forma coordenada contra o Império Bizantino.
No final da primavera de 1345, porém, Cantacuzeno, reforçado com 20 000 soldados de Aidim sob Umur Begue, marchou contra Momchil. Ele tentou evitar o confronto pedindo novamente o perdão e oferecendo-se para servir Cantacuzeno, mas o imperador desta vez se recusou.
Os dois exércitos se encontraram perto de Periteório em 7 de julho de 1345. Momchil tentou se refugiar atrás das muralhas da cidade - acadêmicos ainda debatem se ele de fato conquistara a cidade ou não - mas a população local se negou a ajudá-lo, permitindo a entrada somente de Rayko, um primo de Momchil, e cinquenta homens, que eles acreditavam seriam capazes de convencer Momchil a não se vingar da cidade se ele vencesse a luta. Na batalha que se seguiu à frente das muralhas, as forças de Momchil se aproveitaram das fortificações em ruínas como primeira linha de defesa, com as costas para a muralha.
Após as tropas de vanguarda turcas terem cruzado as fortificações e lidado com os defensores búlgaros, começaram a saquear as redondezas. Porém, para a surpresa de Cantacuzeno e de Umur, a maioria dos homens de Momchil permanecia à frente das muralhas e não tinham ainda se juntado à luta. Conforme as forças bizantino-turcas avançavam em direção deles, Momchil liderou enfim as suas tropas. Sua cavalaria foi prontamente eliminada pelos atiradores de elite turcos e o que restou de suas tropas foi cercada em três lados por cavaleiros fortemente armados. A luta continuou até a morte de Momchil.
Por respeito a Momchil, Cantacuzeno poupou sua esposa, uma búlgara que ele havia capturado quando conquistou Xanti, e permitiu que ela fugisse para Bulgária com suas posses. Porém, não se sabe se Momchil teve filhos neste casamento ou no anterior. Pavlov teoriza que a esposa de Momchil seria uma nobre oriunda da capital búlgara, Tarnovo, e que ele teria se casado como parte de um acordo com a corte búlgara.

## Na cultura popular
No folclore búlgaro e eslavo meridional em geral, Momchil é glorificado em numerosos cantos e contos épicos como um bandido defensor do povo e um proeminente guerreiro contra os turcos. De fato, alguns dos mais antigos cantos heroicos na tradição folclórica búlgara tratam dos feitos de Momchil. Neles, Momchil, chamado de duque, aparece como o tio do Príncipe Marko, outra figura lendária na poesia épica, também um guerreiro contra os turcos. Na versão folclórica da última batalha de Momchil, sua esposa - e não a população de Periteório - o trai e é acusada de sua morte. Por outro lado, a irmã lendária de Momchil, Ievrosima, é descrita como sendo a mãe de Marko e uma grande influência para ele
A cidade de Momchilgrado e a vila de Momchilovtsi, no sul da Bulgária, e também o Pico Momchil na ilha de Greenwich, parte das ilhas Xetlândia do Sul na Antártica, foram batizados em homenagem a Momchil. Sua vida serviu como base para uma peça de ópera, chamada "Momchil" e escrita pelo compositor búlgaro Lyubomir Pipkov.

## Nota
- Este artigo foi inicialmente traduzido, total ou parcialmente, do artigo da Wikipédia em inglês cujo título é «Momchil», especificamente desta versão.